# 柏台站
柏台站（日语：／ Kashiwadai eki */?），位於日本神奈川縣海老名市柏谷，是相模鐵道本線的鐵路車站。車站編號是SO17。本站鄰近座間市和綾瀨市的市界。過去相模大塚至本站之間由柏台管區管理，現今舊柏台管區全部車站都屬於海老名管區。

## 車站結構
本站為島式月台2面4線跨站式站房。閘口分別位於西口與東口2個。東口曾經與大塚本町站設有月台起至站房長350公尺的通道聯絡。該通道位於大塚本町站月台跡。站內設有相模鐵道的車輛基地以及車輛檢修設施柏台車輛中心。

### 月台配置
| 月台 | 路線 | 方向 | 目的地                                       |
| ---- | ---- | ---- | -------------------------------------------- |
| 1、2 | 本線 | 下行 | 海老名方向                                   |
| 3、4 | 本線 | 上行 | 大和、二俁川、橫濱、新橫濱、泉野、湘南台方向 |

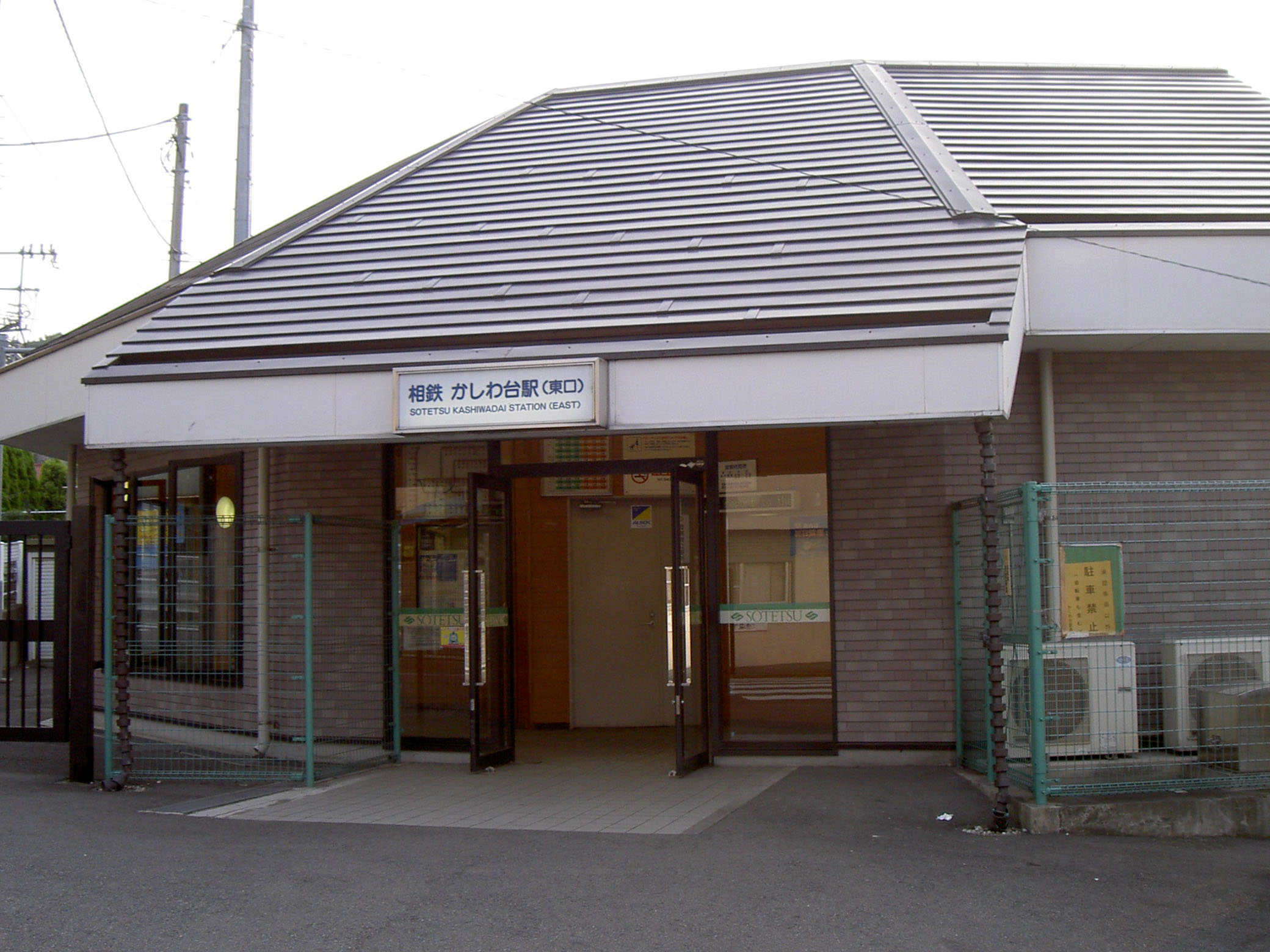
柏台站東口（2006年8月2日）
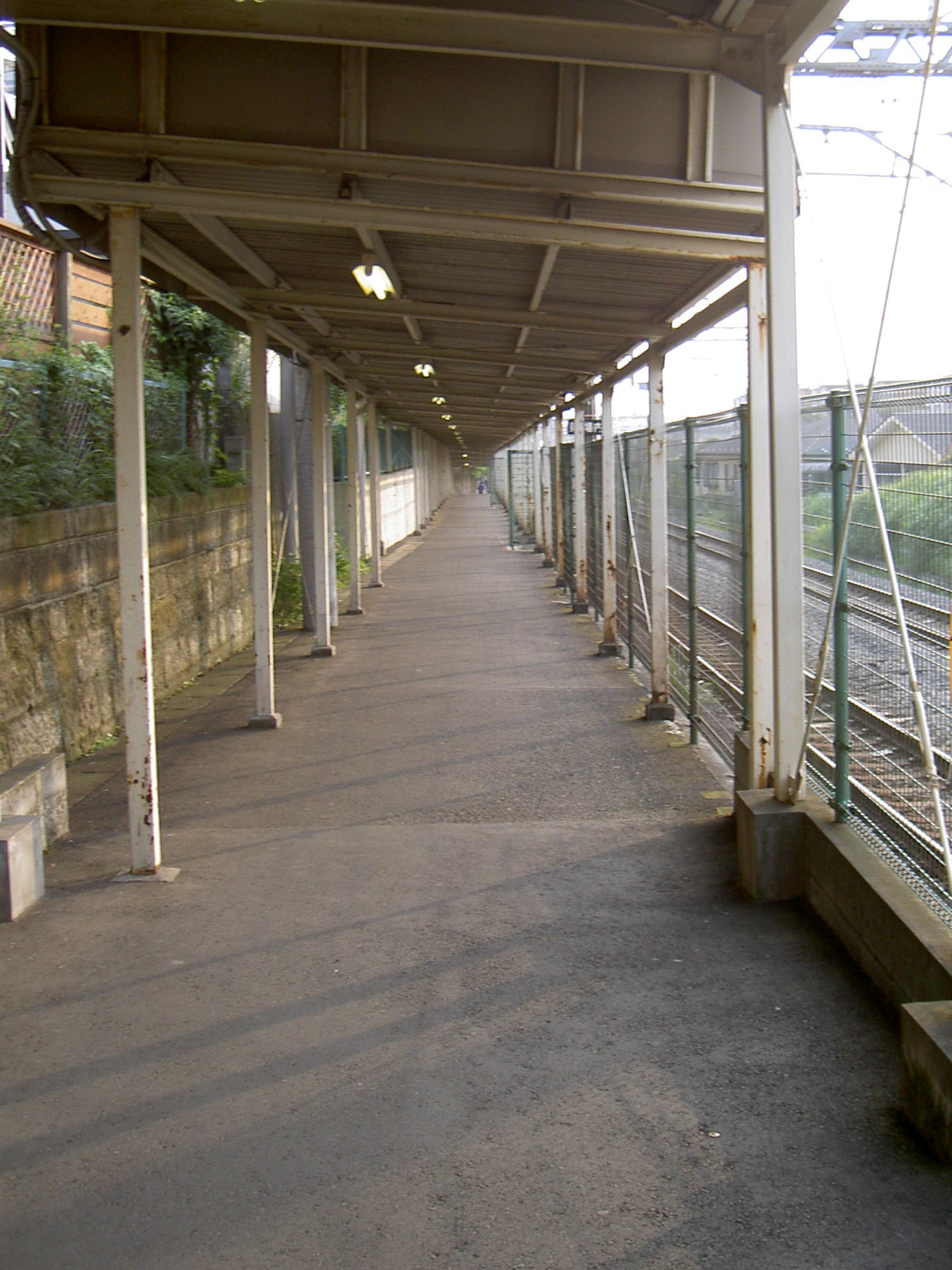
東口起往月台的通道（2006年8月2日）
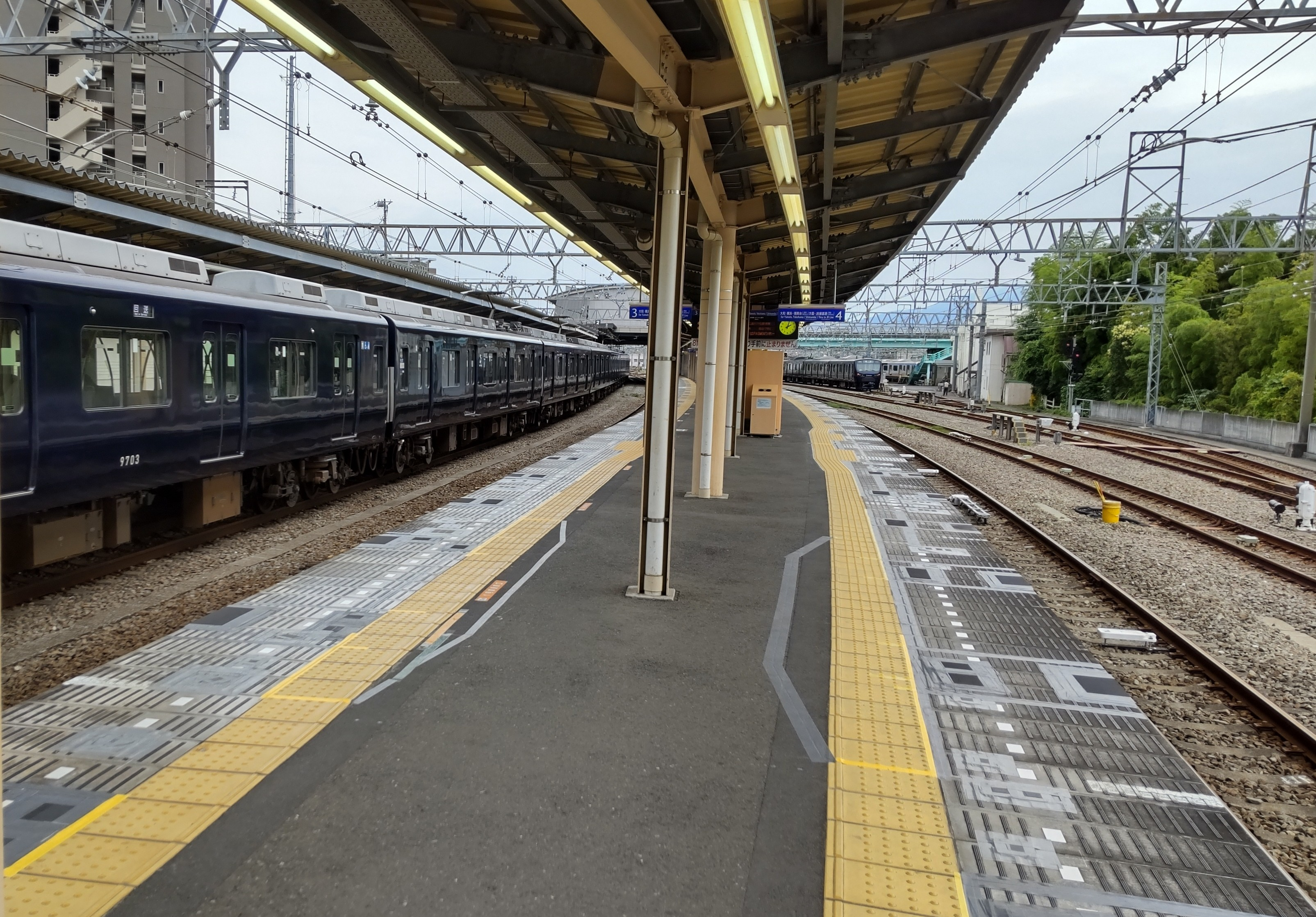
月台（2021年6月）

## 使用情況
- 相模鐵道 - 2016年度的1日平均上下車人次為18,973人[利用客数 1]。
相模鐵道全部25個車站當中排行第16位。

近年1日平均上下、上車人次推移如下表。
| 年度               | 1日平均 上下車人次 | 1日平均 上車人次 | 來源                |
| ------------------ | ------------------ | ---------------- | ------------------- |
| 1995年（平成07年） |                    | 11,236           | [ 神奈川県統計 1 ]  |
| 1998年（平成10年） |                    | 10,518           | [ 神奈川県統計 2 ]  |
| 1999年（平成11年） | 21,130             | 10,144           | [ 神奈川県統計 3 ]  |
| 2000年（平成12年） |                    | 9,952            | [ 神奈川県統計 3 ]  |
| 2001年（平成13年） |                    | 9,571            | [ 神奈川県統計 4 ]  |
| 2002年（平成14年） |                    | 9,441            | [ 神奈川県統計 5 ]  |
| 2003年（平成15年） | 19,147             | 9,264            | [ 神奈川県統計 6 ]  |
| 2004年（平成16年） | 19,111             | 9,294            | [ 神奈川県統計 7 ]  |
| 2005年（平成17年） | 19,333             | 9,477            | [ 神奈川県統計 8 ]  |
| 2006年（平成18年） | 19,361             | 9,533            | [ 神奈川県統計 9 ]  |
| 2007年（平成19年） | 19,737             | 9,775            | [ 神奈川県統計 10 ] |
| 2008年（平成20年） | 19,577             | 9,721            | [ 神奈川県統計 11 ] |
| 2009年（平成21年） | 19,070             | 9,470            | [ 神奈川県統計 12 ] |
| 2010年（平成22年） | 19,048             | 9,474            | [ 神奈川県統計 13 ] |
| 2011年（平成23年） | 18,714             | 9,307            | [ 神奈川県統計 14 ] |
| 2012年（平成24年） | 18,811             | 9,356            | [ 神奈川県統計 15 ] |
| 2013年（平成25年） | 19,066             | 9,493            | [ 神奈川県統計 16 ] |
| 2014年（平成26年） | 18,701             | 9,323            | [ 神奈川県統計 17 ] |
| 2015年（平成27年） | 19,147             | 9,548            | [ 神奈川県統計 18 ] |
| 2016年（平成28年） | 18,973             |                  |                     |

## 站名由來
來自此站所在地「柏谷（かしわがや）」。而柏谷地名的由來參見「柏谷」。

## 相鄰車站
相模鐵道
 本線
■特急
通過
■急行、■快速、■各停（上行的急行為二俁川各停、快速至鶴峰為止各停）
相模野（SO16）－柏台（SO17）－（相模國分信號所）－海老名（SO18）
此站－相模野站之間至1975年為止曾經存在大塚本町站。

## 外部連結
- 柏台 - 相模鐵道